# Martha Klein
Martha Klein est une philosophe dont les recherches se situent à l'intersection de la philosophie de l'esprit et de la philosophie morale, en particulier la question du libre arbitre.
Après une période comme chargé de cours en philosophie à Christ Church à Oxford, Klein est élue fellow de Pembroke College à Oxford ; Elle prend sa retraite en 2006. Ses travaux portent sur le libre arbitre, la responsabilité morale et la psychologie morale.

## Publications
- Determinism, Blameworthiness, and Deprivation (1990; Oxford:Clarendon Press.  (ISBN 0-19-824834-2)
- Morality and Justice in Kant (1990: Ratio)
- Externalism, Content, and Causation (1996: Proceedings of the Aristotelian Society)
- Free Will (1998: in A. Montefiore & V. Muresan (edd) British Moral Philosophy;
- Praise and Blame (1998: in E. Craig (ed.) Routledge Encyclopedia of Philosophy volume VII)

## Source de la traduction
- (en) Cet article est partiellement ou en totalité issu de l’article de Wikipédia en anglais intitulé « Martha Klein » (voir la liste des auteurs).